# Nhạc vàng
Nhạc vàng là dòng nhạc trữ tình lãng mạn bắt nguồn từ nhạc tiền chiến của tân nhạc Việt Nam được hình thành dưới thời Quốc gia Việt Nam và tiếp tục phát triển ở Việt Nam Cộng hòa ở miền Nam Việt Nam giai đoạn 1955–1975. Nhạc vàng khi phân biệt với các dòng nhạc khác thường xoay quanh các vấn đề giai điệu, tiết tấu, lối hát, hòa âm, nội dung sáng tác, tư tưởng chính trị.

## Quá trình phát triển

Bản nhạc Giòng An Giang theo điệu Valse của Anh Việt Thu.